# Stade Municipal de Nador
Stade Municipal de Nador (arab. الملعب البلدي للناظور) – stadion w Nadorze, w Maroku. Mieści 5000 widzów. Jego nawierzchnia jest sztuczna. Według stanu na 15 marca 2021 roku mecze na stadionie rozgrywa Hilal Nador. 